# Liga de fútbol de Tayikistán
La Liga de fútbol de Tayikistán (en tayiko: Чемпионатй футболий Точикистон, en ruso: Чемпионат Таджикистана по футболу) es la máxima competición de fútbol en Tayikistán, organizada por la Federación Nacional de Fútbol y adscrita a la Confederación Asiática de Fútbol. Fue fundada en 1992, cuando la Unión Soviética se disolvió y Tayikistán se convirtió en un estado independiente.
Cuando Tayikistán formaba parte de la Unión Soviética como una república socialista, sus equipos formaron parte del sistema de ligas soviéticas. En todo ese tiempo, ningún club de Tayikistán ganó un título nacional y solo un equipo, el CSKA Pamir de Dusambé, formó parte de la Primera División de la URSS desde 1989 hasta 1991.
El equipo que más veces ha ganado la liga tayika es el FC Istiklol de Dusambé, con doce títulos.

## Formato
El campeonato de liga tayika se juega en los meses de primavera y verano. El formato es de división única sin descensos, y pueden ascender clubes por parte de la Federación de Fútbol de Takyikistán, sobre la base de los resultados en categorías inferiores y viabilidad económica.
Se juegan tres rondas entre todos los equipos, a ida y vuelta. Se otorgan tres puntos por victoria, uno por empate y ninguno en caso de derrota. Al término de la temporada regular, el equipo que más puntos obtiene se proclama campeón y representará a Tayikistán en la Copa de la AFC.

## Clubes de la temporada 2025

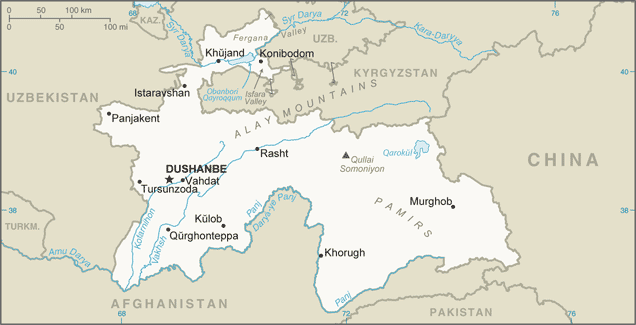
Tayikistán.

| Equipo                 | Ciudad      | Estadio                   | Capacidad |
| ---------------------- | ----------- | ------------------------- | --------- |
| Barkchi Hisor          | Hisor       | Ibrogimbek Gaforov        | 3000      |
| CSKA Pamir Dushanbe    | Dusambé     | CSKA                      | 7000      |
| Eskhata Khujand        | Juyand      | Bistsolagii Istiqloliyati | 20 000    |
| FK Istaravshan         | Istaravshan | Istaravshan-Arena         | 20 000    |
| FC Istiklol Dushanbe   | Dusambé     | Central Republicano       | 24 000    |
| Khosilot Farkhor       | Farkhor     | Central Farkhor           | 5000      |
| FC Hulbuk              | Hulbuk      | Central Hulbuk            | 1000      |
| FK Khujand             | Juyand      | Bistsolagii Istiqloliyati | 20 000    |
| FC Panjshir            | Balkh       | Panjsher                  | 8500      |
| Ravshan Kulob          | Kulob       | Kulob Markazii            | 20 000    |
| Regar-TadAZ Tursunzoda | Tursunzoda  | TALCO Arena               | 13 770    |
| Vakhsh Bokhta          | Bokhtar     | Tsentralnyi               | 10 000    |

## Palmarés

### Época soviética
A continuación se muestra una lista con los campeones de la liga durante la época soviética:
- 1937 : Dinamo Stalinabad
- 1938-47 : not played
- 1948 : Sbornaya Gissara
- 1949 : Dinamo Stalinabad
- 1950 : Dinamo Stalinabad
- 1951 : Dinamo Stalinabad
- 1952 : Profsoyuz Leninabad
- 1953 : Dinamo Stalinabad
- 1954 : Profsoyuz Leninabad
- 1955 : Dinamo Stalinabad
- 1956 : Metallurg Leninabad
- 1957 : Taksobaza Stalinabad
- 1958 : Dinamo Stalinabad
- 1959 : Kuroma Taboshary
- 1960 : Pogranichnik Dushanbe
- 1961 : FK Vakhsh Kurgan-Tyube
- 1962 : Pogranichnik Dushanbe
- 1963 : DSA Dushanbe
- 1964 : Zvezda Dushanbe
- 1965 : Zvezda Dushanbe
- 1966 : Volga Dushanbe
- 1967 : Irrigator Dushanbe
- 1968 : Irrigator Dushanbe
- 1969 : Irrigator Dushanbe
- 1970 : Pedagogichesky Dushanbe
- 1971 : TIFK Dushanbe
- 1972 : Neftyanik Leninsky Rayon
- 1973 : Politekhnichesky Dushanbe
- 1974 : SKIF Dushanbe
- 1975 : SKIF Dushanbe
- 1976 : SKIF Dushanbe
- 1977 : Metallurg Regar Tursunzoda
- 1978 : Pakhtakor Kurgan-Tyube
- 1979 : Trudovye Rezervy Dushanbe
- 1980 : Chashma Shaartuz
- 1981 : Trikotazhnik Ura-Tyube
- 1982 : Trikotazhnik Ura-Tyube
- 1983 : Trikotazhnik Ura-Tyube
- 1984 : Trikotazhnik Ura-Tyube
- 1985 : FK Vakhsh Kurgan-Tyube
- 1986 : SKIF Dushanbe
- 1987 : SKIF Dushanbe
- 1988 : SKIF Dushanbe
- 1989 : Metallurg Regar Tursunzoda
- 1990 : Avtomobilist Kurgan-Tyube
- 1991 : Sokhibkor Dushanbe

### República Independiente
A continuación se muestra una lista con los campeones de la liga desde la independencia de Tayikistán.
| Temporada | Campeón                   | Subcampeón                | Máximo goleador                | Club                    | Goles |
| --------- | ------------------------- | ------------------------- | ------------------------------ | ----------------------- | ----- |
| 1992      | CSKA Pamir Dushanbe       | FC Regar-TadAZ Tursunzoda | Umed Alidodov                  | CSKA Pamir Dushanbe     | 11    |
| 1993      | FK Sitora Dushanbe        | CSKA Pamir Dushanbe       | Kholmurod Zardov               | CSKA Pamir Dushanbe     | 30    |
| 1994      | FK Sitora Dushanbe        | CSKA Pamir Dushanbe       | Davlat Sodikov                 | Khulbuk Vose            | 26    |
| 1995      | CSKA Pamir Dushanbe       | FK Istaravshan            | Zokir Berdikulov               | FK Istaravshan          | 42    |
| 1996      | Dynamo Dushanbe           | FK Sitora Dushanbe        | Muhitdin Izzatulloev           | Ravshan Kulob           | 35    |
| 1997      | FK Vakhsh Qurghonteppa    | Ranjbar Vosse             | Rustam Usmonov                 | FK Vakhsh Qurghonteppa  | 20    |
| 1998      | FC Varzob                 | FK Khujand                | Nazir Rizomov                  | Saddam-Faizali Sarband  | 23    |
| 1999      | FC Varzob                 | FK Khujand                | Oraz Nazarov                   | FC Varzob               | 27    |
| 2000      | FC Varzob                 | FC Regar-TadAZ Tursunzoda | Mansurjon Hakimov              | FK Khujand              | 28    |
| 2001      | FC Regar-TadAZ Tursunzoda | FC Panjshir               | Pirmurod Burkhonov             | FC Regar-TadAZ          | 19    |
| 2002      | FC Regar-TadAZ Tursunzoda | FK Khujand                | Jomikhon Muhiddinov            | FK Khujand              | 29    |
| 2003      | FC Regar-TadAZ Tursunzoda | FK Khujand                | Osimjon Boboev                 | FC Regar-TadAZ          | 38    |
| 2004      | FC Regar-TadAZ Tursunzoda | FK Vakhsh Qurghonteppa    | Suhrob Hamidov                 | FC Regar-TadAZ          | 33    |
| 2005      | FK Vakhsh Qurghonteppa    | FC Regar-TadAZ Tursunzoda | Ahtam Hamrokulov Nazir Rizomov | FK Vakhsh Qurghonteppa  | 12    |
| 2006      | FC Regar-TadAZ Tursunzoda | Hima Dushanbe             | Fozil Sattorov                 | Tajik Qurghonteppa      | 20    |
| 2007      | FC Regar-TadAZ Tursunzoda | Parvoz Bobojon Ghafurov   | Suchrob Chamidov               | Hima Dushanbe           | 21    |
| 2008      | FC Regar-TadAZ Tursunzoda | Parvoz Bobojon Ghafurov   | Numonjon Hakimov               | Parvoz Bobojon Ghafurov | 30    |
| 2009      | FK Vakhsh Qurghonteppa    | FC Regar-TadAZ Tursunzoda | Numonjon Hakimov               | FK Vakhsh Qurghonteppa  | 15    |
| 2010      | FC Istiklol               | FC Regar-TadAZ Tursunzoda | Yusuf Rabiev                   | FC Istiklol             | 17    |
| 2011      | FC Istiklol               | FC Regar-TadAZ Tursunzoda | Yusuf Rabiev                   | FC Istiklol             | 32    |
| 2012      | Ravshan Kulob             | FC Regar-TadAZ Tursunzoda | Dilszod Waisew                 | FC Istiklol             | 24    |
| 2013      | Ravshan Kulob             | FC Istiklol               | Hossein Sohrabi                | FC Istiklol             | 11    |
| 2014      | FC Istiklol               | Khayr Vahdat FK           | Dilshod Vasiev                 | FC Istiklol             | 15    |
| 2015      | FC Istiklol               | FK Khujand                | Manuchekhr Dzhalilov           | FC Istiklol             | 22    |
| 2016      | FC Istiklol               | Khosilot Farkhor          | Manuchekhr Dzhalilov           | FC Istiklol             | 22    |
| 2017      | FC Istiklol               | FK Khujand                | Dilshod Vasiev                 | FC Istiklol             | 16    |
| 2018      | FC Istiklol               | FK Khujand                | Sheriddin Boboev               | FC Istiklol             | 12    |
| 2019      | FC Istiklol               | FK Khujand                | Sheriddin Boboev               | FC Istiklol             | 16    |
| 2020      | FC Istiklol               | FK Khujand                | Ilhomjon Barotov               | FK Istaravshan          | 18    |
| 2021      | FC Istiklol               | FK Khujand                | Manuchekhr Dzhalilov           | FC Istiklol             | 18    |
| 2022      | FC Istiklol               | Ravshan Kulob             | Manuchekhr Dzhalilov           | FC Istiklol             | 16    |
| 2023      | FC Istiklol               | Ravshan Kulob             | Alisher Dzhalilov              | FC Istiklol             | 13    |
| 2024      | FC Istiklol               | FK Khujand                | Manuchekhr Dzhalilov           | FC Istiklol             | 17    |

## Títulos por club
| Club                      | Campeón | Subcampeón | Años campeón                                                                 |
| ------------------------- | ------- | ---------- | ---------------------------------------------------------------------------- |
| FC Istiklol Dushanbe      | 13      | 1          | 2010, 2011, 2014, 2015, 2016, 2017, 2018, 2019, 2020, 2021, 2022, 2023, 2024 |
| FC Regar-TadAZ Tursunzoda | 7       | 7          | 2001, 2002, 2003, 2004, 2006, 2007, 2008                                     |
| FK Vakhsh Qurghonteppa    | 3       | 1          | 1997, 2005, 2009                                                             |
| FC Varzob                 | 3       | –          | 1998, 1999, 2000                                                             |
| CSKA Pamir Dushanbe       | 2       | 2          | 1992, 1995                                                                   |
| FK Sitora Dushanbe †      | 2       | 1          | 1993, 1994                                                                   |
| Ravshan Kulob             | 2       | 2          | 2012, 2013                                                                   |
| Dynamo Dushanbe           | 1       | –          | 1996                                                                         |
| FK Khujand                | –       | 11         | -----                                                                        |
| Parvoz Bobojon Ghafurov   | –       | 2          | -----                                                                        |
| FC Panjshir               | –       | 1          | -----                                                                        |
| Ranjbar Vosse             | –       | 1          | -----                                                                        |
| FK Istaravshan            | –       | 1          | -----                                                                        |
| Hima Dushanbe             | –       | 1          | -----                                                                        |
| Khayr Vahdat FK           | –       | 1          | -----                                                                        |
| Khosilot Farkhor          | –       | 1          | -----                                                                        |

- † Equipo desaparecido.

## Clasificación histórica
Actualizado desde 1992 hasta la finalizada temporada 2024.
| Pos. | Equipo                     | Pts. |
| ---- | -------------------------- | ---- |
| 1    | Regar-TadAZ Tursunzoda     | 1478 |
| 2    | FK Khujand                 | 1385 |
| 3    | FC Khatlon                 | 1104 |
| 4    | CSKA Pamir Dushanbe        | 979  |
| 5    | FC Istiklol Dushanbe       | 901  |
| 6    | Ravshan Kulob              | 787  |
| 7    | Parvoz Bobojon Ghafurov    | 540  |
| 8    | FK Istaravshan             | 417  |
| 9    | Barkchi Dushanbe           | 383  |
| 10   | Varzob Dushanbe            | 378  |
| 11   | Khosilot Farkhor           | 296  |
| 12   | FK Khayr Vahdat            | 287  |
| 13   | FC Panjshir                | 275  |
| 14   | Sitora Dushanbe            | 274  |
| 15   | FC Shodmor Ghissar         | 220  |
| 16   | Dynamo Dushanbe            | 180  |
| 17   | Pakhtakor Proletarsk       | 166  |
| 18   | Saddam Fayzali             | 166  |
| 19   | Khoja Karimov              | 149  |
| 20   | FC CSKA Dushanbe           | 128  |
| 21   | Bofanda Dushanbe           | 128  |
| 22   | Tajik Telekom Qurghonteppa | 128  |
| 23   | FC Hulbuk Vose             | 127  |
| 24   | Eskhata Khujand            | 125  |
| 25   | Kuktosh Rudaki             | 121  |
| 26   | Hima Dushanbe              | 110  |
| 27   | Ranjbar Vose               | 110  |
| 28   | Farrukh Gisshar            | 104  |
| 29   | FK Fayzkand                | 102  |
| 30   | Pakhtakor Dushanbe         | 93   |
| 31   | Poisk Dushanbe             | 66   |
| 32   | Gvardia Dushanbe           | 66   |
| 33   | Saroykamar Panj            | 63   |
| 34   | Saykhun Chkalovsk          | 63   |
| 35   | Shukhrat FK                | 57   |
| 36   | Umed Dushanbe              | 54   |
| 37   | FK Daleron-Uroteppa        | 45   |
| 38   | FK Danghara                | 44   |
| 39   | FC Dushanbe-83             | 38   |
| 40   | FC Lokomotiv-Pamir         | 33   |
| 41   | Kand Kanibadam             | 32   |
| 42   | Bokhtar Pyandzh            | 28   |
| 43   | Chashma Shaartuz           | 28   |
| 44   | Oriyono Dushanbe           | 25   |
| 45   | Ravshan Zafarabod          | 20   |
| 46   | Olimi Karimzod Mastchoh    | 19   |
| 47   | Sokhibkor Dushanbe         | 18   |
| 48   | Aninco Tursunzane          | 18   |
| 49   | Safarbek Karimov           | 18   |
| 50   | Shaikund Khodjent          | 17   |
| 51   | Orzu Shakhrinau            | 11   |
| 52   | Dzhavonon FC               | 8    |
| 53   | FK Spitamen                | 6    |
| 54   | Zarafshon Pendjikent       | 6    |